# Acquisizione della lingua cinese
L'acquisizione della lingua cinese è un percorso naturale con cui i discenti nativi o stranieri imparano la lingua cinese e, come dimostrato dalla ricerca scientifica, segue un pattern preciso. Tali pattern sono stati investigati e interpretati dal campo dell'acquisizione delle lingue straniere e possono servire a interpretare gli errori dei discenti, a individuare la loro posizione nel percorso di apprendimento e a impostare meglio la didattica delle lingue attraverso la didattica acquisizionale. Il cinese appreso come lingua straniera/seconda (L2) viene solitamente indicato negli studi internazionali come "Chinese as a Foreign Language" (CFL) o "Chinese as a Second Language" (CSL). L'acquisizione si distingue dall'apprendimento consapevole del cinese attraverso lo studio verticale delle regole astratte e lo svolgimento di test di grammatica pura e di pattern drill. Nel percorso in cui si impara la lingua cinese e qualunque altra lingua, comunque, la lettura e scrittura sono due percorsi sempre interamente artificiali e non naturali.
La lingua trattata nell'articolo è il cinese moderno standard, ovvero il putonghua 普通话 (detto anche impropriamente "cinese mandarino"), per cui non sono trattati dialetti anche prestigiosi come il cantonese. Alcuni studi si basano sull'acquisizione del cinese come lingua nativa o "lingua prima" (L1), mentre altri lo intendono come L2, per cui i parlanti hanno come lingua nativa un'altra lingua che in taluni casi può provocare un'interferenza con L2.
Contestualmente, la didattica acquisizionale della lingua cinese è un insieme di conoscenze glottodidattiche e implicazioni pedagogiche che derivano dagli studi sull'acquisizione della lingua cinese e che sono discusse dagli stessi autori degli studi. Queste implicazioni pedagogiche sono mirate a migliorare l'insegnamento della lingua cinese come L2.

## Acquisizione della pronuncia

### Pronuncia generale
In base a uno studio basato su bambini cinesi compresi tra 1,6 e 4,6 anni, l'ordine di acquisizione dei tratti principali della pronuncia in cinese è:
1. i 4 toni (vengono acquisiti subito siccome le modulazioni di registro hanno un valore contrastivo: una stessa sillaba può indicare anche 4 i più significati diversi in base alla modulazione tonale);
2. le code di sillaba (cioè le nasali -n e -ng) e le vocali isolate (ovvero i monottonghi);
3. le consonanti iniziali e i dittonghi e trittonghi;
4. il tono leggero e l'erizzazione.

Riguardo specificatamente alle consonanti iniziali, l'ordine di acquisizione, secondo un altro studio che coinvolge bambini cinesi madrelingua di 3-5 anni, è:
1. consonanti palatali (J, Q, X);
2. consonanti retroflesse (ZH, CH, SH, R);
3. consonanti alveolari/coronali (Z, C, S).

Nel percorso di acquisizione delle consonanti iniziali da parte dei parlanti nativi, l'aspirazione è perlopiù ininfluente.
Riguardo specificatamente ai toni, nei cinesi madrelingua i toni sono processati nell'emisfero sinistro del cervello, per cui sono processati come unità linguistiche alla pari dei tratti soprasegmentali prosodici (e.g., l'intonazione in una frase per differenziare affermazioni e domande). Negli apprendenti stranieri di lingua cinese, i toni sono difficili se la propria lingua madre non è tonale: i toni sono infatti una caratteristica non familiare se la lingua nativa è atonale. Uno studio svolto su apprendenti madrelingua inglesi di cinese ha indicato come l'estensione di registro degli apprendenti si ingrandisse quando i discenti iniziavano a parlare cinese da 1.0 a 1.5 (+50%); tuttavia, l'estensione era minore rispetto a quella padroneggiata dai parlanti nativi di cinese, per cui i parlanti di una lingua atonale devono imparare a estendere il proprio registro di voce per acquisire con successo una lingua tonale come ad esempio il cinese. I parlanti statunitensi di cinese che hanno studiato cinese per 4 mesi hanno mostrato errori nella modulazione di tutti i toni, ma in particolare hanno commesso molti errori nel quarto tono (tono decrescente) a causa di un'interferenza con L1 (inglese) siccome l'accento tonico è meno marcato/forte rispetto al quarto tono in cinese.
In un altro studio su parlanti di inglese statunitense come L1 che studiavano cinese da due anni, gli errori che riguardavano i toni erano descritti come errori di registro (per cui i toni venivano modulati correttamente ma in un registro troppo acuto o troppo grave rispetto a quello corretto). Il primo tono, che si modula nel registro acuto (registro yin 阴), veniva realizzato nel registro grave; il secondo e terzo tono venivano modulati in un registro eccessivamente acuto; il quarto tono, che discente a partire dal registro acuto, veniva realizzato a partire dal registro grave (registro yang 阳). I parlanti di inglese come L1, nell'apprendere i toni, prestano molta più attenzione al registro dei toni invece che alla modulazione siccome l'inglese è atonale. Riguardo al riconoscimento dei toni, il quarto tono è il più facile da identificare da parte dei parlanti di inglese come L1 quando è presentato in isolamento e nell'ultima sillaba di una parola bisillabica o trisillabica; tuttavia, quando è in posizione non-finale, è il più difficile da identificare. Il riconoscimento a fine parola o in isolamento deriva da un'interferenza positiva con la pronuncia di L1 (per cui avviene un transfer positivo da L1 a L2) siccome il quarto tono a fine parola ha una pronuncia simile alla pronuncia non marcata di una frase dichiarativa in inglese. Per cui, il pattern di pronuncia è familiare ai parlanti di inglese come L1, ma se il quarto tono compare dentro una parola, il pattern diventa non familiare e il quarto tono viene spesso scambiato con il primo tono siccome il primo e quarto tono partono entrambi dal registro acuto; il riconoscimento errato è poi fomentato dal fatto che in inglese un'intonazione acuta è usata per mettere il focus su un elemento in una frase.
Quanto all'ordine di acquisizione dei 4 toni, nei bambini cinesi madrelingua l'ordine è:
1. primo tono (tono piatto, T1) e quarto tono (tono decrescente, T4);
2. secondo tono (tono crescente, T2) e terzo tono (T3).

Secondo la scala di marcamento tonale (Tonal Markedness Scale, TMS), una scala che indica la complessità dei toni nelle lingue tonali avente valenza universale, *R (Rise) >> *F (Fall) >> *L (Level): i toni crescenti sono più difficili dei toni decrescenti, che a loro volta sono più difficili dei toni piatti. L'ordine di acquisizione dei 4 toni nei bambini madrelingua rispecchia la scala di marcamento tonale. La scala di marcamento tonale, ordinata in base alla difficoltà crescente, in cinese moderno standard dunque si articola come 1° tono << 4° tono << 2° tono ([55] < [51] < [35]). Inoltre, nella scala di marcamento tonale, vale Tono Complesso >> Tono Semplice; il 3° tono, in quanto bifase, è un tono complesso ed è dunque più complicato del 1° tono, per cui in ordine di difficoltà crescente vale 1° tono << 3° tono completo ([55] < [214]).
Nel processo di acquisizione, il secondo e terzo tono sono talvolta scambiati l'uno con l'altro. Il sandhi tonale risulta acquisito non appena le prime frasi vengono recitate dai parlanti in quanto il registro (glottal pitch) è facile da controllare e in quanto i toni e in quanto i toni hanno salienza in una lingua tonale come il cinese.
In uno studio che studiava la percezione del secondo e terzo tono in parlanti di inglese e dialetto cantonese come L1, il secondo e il terzo tono sono spesso confusi tra loro in quanto sono simili tra loro (il terzo tono infatti è bifase e la seconda fase è crescente). La confusione accomuna dunque entrambi i gruppi di parlanti, pure se il dialetto cantonese è già in partenza una lingua tonale (e dunque pure se i parlanti sono già abituati a recepire la modulazione tonale).
In alcuni studi è presente un dibattito su come insegnare il terzo tono: la descrizione classica/tradizionale è quella di tono bifase, con una prima fase discendente e una seconda fase ascendente (214), per cui il sandhi tonale lo trasforma in un mezzo terzo tono (21) oppure in un secondo tono in base al contesto. Siccome il terzo tono è modulato bifase solo in casi specifici e più rari, secondo alcuni autori è più utile insegnare e fare acquisire il terzo tono in didattica acquisizionale come (21) invece che (214) siccome si riduce il carico cognitivo nei discenti nel processo di acquisizione. Nella scala di marcamento tonale, (21) è più semplice sia rispetto a (214), sia rispetto al comune quarto tono (51).
Inoltre, nel processo di acquisizione da parte dei parlanti non nativi, apprendere le modulazioni tonali accompagnate da gesti delle mani e movimenti della testa da parte dei discenti ha portato a risultati positivi rispetto a limitarsi a vedere i gesti mimati da parte del docente o a mimarli solo con le mani. I gesti che mimano e/o accompagnano una modulazione tonale in qualunque lingua tonale (incluso il cinese) sono detti "gesti tonali" (pitch gestures, tonal gestures). L'osservazione dei gesti tonali del docente porta vantaggi all'acquisizione dei toni, rispetto a un docente che insegna la modulazione senza muovere le mani, testa e sopracciglia. I gesti tonali, oltre all'acquisizione, aiutano la percezione dei gesti, a prescindere dal fatto che la L1 del discente è tonale o atonale e aiutano a estendere l'ampiezza del registro d'intonazione dei discenti.

### Sandhi tonale
In uno studio condotto su apprendenti inglesi di cinese come L2, il sandhi tonale mostrava molti errori, ma il tono delle singole sillabe in isolamento era acquisito correttamente, inoltre il sandhi tonale nelle sillabe "bù" e "yi", entrambe molto usate e diffuse, mostrava errori nonostante la loro diffusione. Pertanto, il percorso di acquisizione dei toni in isolamento e del sandhi tonale seguono due percorsi diversi nella mente. Come corollario, avere acquisito correttamente il tono in isolamento non significa che il sandhi tonale viene imparato subito con la stessa correttezza.
L'ordine di acquisizione del sandhi tonale da parte di parlanti non nativi che sono stati precedentemente istruiti in modo esplicito sul funzionamento del sandhi tonale con il terzo tono (e nel 50% dei casi circa anche su "bù" e "yi") è:
1. mezzo terzo tono (21);
2. terzo tono > secondo tono (214 > 35);
3. sandhi di "bù";
4. sandhi tonale di "yi".

Il fatto che il mezzo terzo tono (214 > 21, per cui si modula un tono discente ma già inserito nel registro grave/yang) sia acquisito rapidamente deriva non tanto dal fatto che è stato insegnato esplicitamente in via preliminare (solo il 18,9% dei partecipanti allo studio ha indicato che è stato spiegato esplicitamente). Deriva invece dal fatto che è facile e comodo da articolare, siccome il tono da bifase si riduce in monofase in quanto la seconda fase ascendente viene troncata. In altre parole, questo processo di riduzione porta a questa acquisizione relativamente precoce: l'effetto riduzione è maggiore dell'effetto pedagogico (cioè al fatto che il sandhi tonale viene insegnato esplicitamente).
Riguardo specificatamente ai sandhi di "bù" e "yi", vengono acquisite prima le combinazioni "yì +2° tono", "yi2 +4° tono", "bu2 +4° tono", "bù +2° tono" rispetto a tutte le altre. Tutte le combinazioni acquisite prima hanno la caratteristica di mostrare due toni compatibili tra loro. I "toni compatibili" sono due toni affiancati che nella sezione interstiziale condividono lo stesso identico registro o un registro molto simile; in altre parole, sono due toni le cui unità fonetiche adiacenti hanno valori identici o simili lungo la dimensione del timbro, per cui l'ambiente fonetico non mostra conflitti. Ad esempio, nella combinazione "yi2 +4° tono", "yì" approda nel registro acuto/yin, mentre il 4° tono inizia esattamente nel registro acuto/yin.
In base allo studio di Jin Wenhua, i fattori che hanno inciso positivamente nell'acquisizione del sandhi tonale negli apprendenti stranieri di cinese sono l'enfasi sul sandhi tonale e la spiegazione esplicita fin da subito di come funziona il sandhi tonale completo in classe (effetto pedagogico o "enfasi pedagogica"), motivazione fonetica (nello specifico, la compatibilità tra toni), l'assenza di interferenza con l'intonazione nella propria lingua nativa (L1) e l'effetto apprendimento (learning effect). Quest'ultimo si riferisce al fatto che, all'aumentare della competenza dei parlanti e dunque man mano che il loro livello linguistico in cinese migliora, migliora anche l'abilità nel sandhi tonale; l'alta competenza nella lingua ha una correlazione positiva con l'alta competenza nel sandhi tonale. Inoltre, Jin Wenhua sostiene che il docente, in sede di acquisizione del sandhi tonale, non deve parlare troppo lentamente siccome il sandhi tonale potrebbe non essere notato o perso in una parlata troppo scandita ("slow teacher talk often deprives the speech of all the natural tone sandhi applications"). Infine, sostiene anche la necessità di fare un'analisi contrastiva in ottica di linguistica comparata tra il sistema tonale cinese e il sistema prosodico della L1 del parlante (e.g., l'inglese) e fare perno su L1 qualora delle caratteristiche siano analoghe, in modo da innescare un transfer positivo da L1 a L2.
Nei parlanti madrelingua di cinese, il mezzo terzo tono (21) viene acquisito prima del terzo tono intero/bifase (214) in quanto meno marcato/più semplice nella scala di marcamento tonale, inoltre ha un tasso di occorrenza estremamente più alto della modulazione intera (214) anche nei punti di cesura/interruzione di frase (e.g., prima di una virgola), per cui queste altre due scoperte portano alcuni studiosi a suggerire di insegnare il terzo tono in cinese come (21) invece che come (214). L'autore stesso dello studio, Jin Wenhua, consiglia di insegnare il terzo tono di default come (21) per diminuire il carico cognitivo nei discenti quando studiano la pronuncia e auspica che anche i libri di testo di cinese effettuino questa strategia.

### Apprendimento della lettura con il pinyin
L'apprendimento della lettura (dunque un processo interamente artificiale) viene facilitato se i sinogrammi sono accompagnati dal pinyin, dunque dalla loro romanizzazione, siccome il carico cognitivo del discente viene diminuito. Viene dunque offerta una prima smentita dell'effetto ridondanza multimediale (multimedia redundancy effect), secondo il quale il carico cognitivo viene aumentato in quanto si presentano contemporaneamente sinogrammi, pinyin e pronuncia a voce alta, quindi fino a tre elementi diversi insieme. Più il pinyin è scritto per esteso (i.e., sillaba completa e modulazione tonale), più la lettura è facilitata; la lettura è più difficile se il pinyin è scritto parzialmente (e.g., solo i toni, solo le consonanti e nuclei di sillaba senza i toni), ma lo studio non ha indicato se quest'ultima scoperta vale per tutti i tipi di discenti. Il livello di comprensione di un testo in cinese viene aumentato sia se i discenti conoscono le parole in anticipo, sia se il testo è affiancato dal pinyin. In un esperimento di Chung (2003), viene mostrato come gli apprendenti di cinese come L2 apprendono meglio la pronuncia se, quando la ascoltano, leggono anche il pinyin; acquisire la pronuncia attraverso l'ascolto senza contestualmente l'utilizzo del pinyin è meno efficace. L'esperimento ha poi dimostrato la superiorità del pinyin sull'ascolto e ha smentito la teoria del carico cognitivo (cognitive load theory), che spiega anch'essa come la compresenza di più elementi in fase di acquisizione sia un carico cognitivo deleterio per la mente dei discenti.
Lee e Kalyuga (2011) hanno ipotizzato sulla base di questo esperimento (che comprende un test di riconoscimento della pronuncia di alcuni sinogrammi) e poi confermato nel loro studio che la conoscenza pregressa del pinyin migliora i risultati del riconoscimento della pronuncia, ragion per cui acquisire la pronuncia attraverso l'uso di materiali che comprendono il pinyin e avere contestualmente delle basi solide in pinyin è il metodo migliore. L'effetto positivo dell'esperienza pregressa, in tal caso una buona padronanza/familiarità a monte del pinyin, viene detto "expertise reversal effect"; la padronanza del pinyin a monte deriva dall'esperienza del pinyin e anche dalla padronanza linguistica, per cui si deposita la conoscenza nella memoria a lungo termine e l'effetto è causato dall'aumento della memoria di lavoro grazie alla padronanza pregressa. in tal modo, le informazioni vengono processate più rapidamente. Un livello minimo di effetto ridondanza multimediale è stato dimostrato solo per i discenti con una conoscenza scarsa del pinyin a monte; questo effetto non influenza tutti gli aspetti della lingua cinese, ma solo alcuni, tra cui la comprensione orale (e.g., in un esercizio di ascolto). Il pinyin completo permette una migliore acquisizione nei discenti principianti; il pinyin parziale è più adatto per i discenti più esperti e anche in loro il pinyin è l'elemento più importante nell'acquisizione della pronuncia in un'attività che offre contemporaneamente il pinyin parziale, sinogrammi e ascolto della pronuncia. In conclusione, l'efficacia di una strategia di presentazione/acquisizione della pronuncia rispetto a un'altra, anche se tutte comprendono il pinyin, dipende dal livello linguistico pregresso del discente.
In un altro studio del 2020, l'attività di dettato in pinyin per testare le abilità di spelling di consonanti e rime/nuclei di sillaba (e dunque l'acquisizione della scrittura in pinyin e il riconoscimento dei suoni) ha un effetto indiretto sulla capacità di comprensione di un testo letto ad alta voce da parte di apprendenti L2. Le attività di dettato infatti permettono di capire se le la capacità di individuare i singoli fonemi in cinese in cinese è stata acquisita, come anche la capacità di differenziare questi suoni da quelli nel proprio inventario di L1. Inoltre, chi ha acquisito questa capacità dimostrabile attraverso il dettato in pinyin, ha una migliore ritenzione delle parole e della grammatica. Le abilità di dettato in pinyin hanno un effetto dunque predittivo sulla comprensione dell'ascolto e un effetto indiretto sulla comprensione di un testo scritto mediata dalla conoscenza profonda del vocabolario; l'effetto predittivo è dato anche dall'attività di romanizzazione di un testo scritto in sinogrammi, quindi un pinyin tagging che va a sondare le abilità di spelling in pinyin. Il pinyin, a differenza dei sinogrammi, è un sistema meno opaco per indicare la pronuncia in cinese. Ma l'uso della romanizzazione nei testi scritti in sinogrammi (pinyin tagging) non ha questo effetto predittivo.
Per quanto sia assodato che la conoscenza pregressa del pinyin ha una correlazione positiva con il riconoscimento dei sinogrammi, non è chiaro se la conoscenza pregressa dei sinogrammi migliori la conoscenza del pinyin. Zhang, Georgiou e Inoue, in un loro studio, ipotizzano che i due hanno una relazione reciproca, per cui si supportano l'un l'altro. Gli autori hanno poi indicato come al 2020 il pinyin non sia studiato in Cina a partire dall'asilo; se i bambini dell'asilo sono sufficientemente maturi e pronti per apprendere il pinyin, il governo cinese può permettere l'insegnamento del pinyin già dall'asilo per migliorare precocemente la capacità di riconoscimento dei sinogrammi.

## Apprendimento della scrittura
La lingua cinese ha la peculiarità di essere scritta con i sinogrammi, per cui i sistemi di romanizzazione (come il pinyin) servono perlopiù a scopo didattico. Pertanto, nell'apprendimento della lettura e scrittura in cinese, è necessario imparare a leggere e scrivere i sinogrammi a partire dalle basi, che includono i radicali Kangxi e alcuni pittogrammi ricorrenti che non sono radicali Kangxi ma che sono usati come chiave di lettura (e.g., 其, che nelle ossa oracolari rappresenta il pittogramma di un setaccio di fibre di bambù sopra un tavolino aggiunto nelle versioni successive).
Riguardo al percorso di apprendimento della scrittura cinese (un percorso che non è mai naturale come l'acquisizione, bensì artificiale tanto quanto la lettura), i caratteri cinesi con un radicale si imparano prima dei caratteri senza radicale (e.g., pittogrammi, che tuttavia rappresentano gran parte dei radicali Kangxi). I caratteri cinesi meno complessi visivamente, quindi con meno particolari e un numero di tratti minore, sono più facili da riconoscere e imparare a leggere e scrivere nei bambini nativi a causa della memoria di lavoro limitata per l'età (questo tipo di memoria si potenzia non solo con attività ad hoc, ma anche con la crescita). L’abilità di riconoscimento di un radicale e del suo campo semantico si potenzia accumulando caratteri che hanno quel radicale; infatti, la facilità di riconoscimento di un radicale Kangxi (e dunque del suo campo semantico) è pronunciata se si sono acquisiti già a monte dei caratteri con quel radicale, per cui il discente conosce l'uso in contesto. I lettori esperti di cinese hanno una migliore capacità di scomporre i caratteri (qualora non siano pittogrammi) in radicale e chiave di lettura; la conoscenza dei radicali e del loro campo semantico ha ricadute positive non solo sulla capacità di lettura, ma anche sulla comprensione del testo e sulla capacità di scrittura. Qualora degli apprendenti adulti processano la scrittura cinese con una conoscenza limitata dei radicali, gli apprendenti non usano la suddivisione di ogni sinogramma in radicale-chiave di lettura, ma processano i caratteri in base al numero complessivo di tratti (senza riconoscere il radicale); questa strategia è aiutata dalla maggiore memoria di lavoro di un adulto.
I caratteri con radicale più complessi da comprendere sono quelli il cui radicale è opaco (cioè non chiaro o falso amico per una stilizzazione). In particolare, il radicale non è chiaro se la sua posizione è irregolare. Un esempio è il carattere 视 in quanto il componente a sinistra sembra il radicale 示 shì, ma in realtà è qui usato come mera componente fonetica. Un altro esempio è 口 nel carattere 呆 e 京 e 雚: non porta il significato di "bocca, fare qualcosa con la bocca spalancata", siccome la derivazione paleografica dalle ossa oracolari e dai bronzi Shang e Zhou indica come sia in realtà la testa di un neonato, il corpo di una torre e gli occhi di un gufo. Il significato inequivocabile di "bocca" presente invece in 吃，叫，呢 ("balbettare/mangiare, chiamare/far fare, bisbigliare/particella"). Anche in 和 è radicale e indica la bocca, ma si tratta proprio di un altro carattere opaco siccome a sinistra sembra di vedere il cereale come radicale (mentre la variante in disuso 咊 è molto più chiara); l'equivoco può nascere dal pattern di caratteri come 租，私，秒 e 科.
All'inizio del percorso di apprendimento della scrittura cinese, i discenti tendono a trattare ogni sinogramma come un disegno unificato per una cognizione totale e olistica; questo tipo di strategia viene detta "glyph strategy"; per questo motivo, a volte commettono errori di dimenticanza di uno o più tratti e ordine dei tratti scorretto in scrittura. L'implicazione pedagogica per il docente di questa scoperta è quella di dare enfasi alla correttezza dell'ortografia e di fare comprendere i caratteri non come delle immagini cristallizzate, ma come dei composti "radicale-chiave di lettura" qualora non siano pittogrammi. Questa strategia viene detta "phonetic & semantic strategy".
Gli apprendenti più esperti di sinogrammi hanno un forte interesse a apprendere i sinogrammi, per cui sono motivati; dopodiché, valorizzano i componenti dei sinogrammi (radicali Kangxi e chiavi di lettura), ripassano in modo diligente, usano strategie induttive (riconoscono i pattern per collegare le conoscenze pregresse con le nuove), usano strategie metacognitive per riflettere su come ragionano/riflettono e dunque sul loro processo di apprendimento e bilanciano gli interessi e sforzi dedicati all'apprendimento della lettura e scrittura. Gli apprendenti con problemi hanno caratteristiche opposte: sono demotivati a apprendere i sinogrammi, prediligono la lettura alla scrittura, credono che ripassare la scrittura non sia importante e non passano tempo a ragionare sul proprio percorso di apprendimento, a cui si aggiunge il fatto che potrebbero non effettuare la divisione dei caratteri in radicale-chiave di lettura e potrebbero non conoscere bene i radicali.

## Acquisizione della sintassi e lessico

### Costituenti fondamentali e tema-soggetto
Uno studio condotto su due bambini cinesi (per cui il cinese è la loro L1) ha mostrato come i bambini fossero sensibili all'ordine dei costituenti fondamentali in cinese (soggetto, verbo, oggetto, ovvero S-V-O) e alla posizione del tema/topic e del commento/rema. Solo in dei casi sporadici il tema o l'agente era posto in posizione errata. Il tema era usato per introdurre un commento che conteneva verbi transitivi, che dunque reggevano l'oggetto diretto. I primi verbi usati, oltre a essere transitivi, erano perlopiù verbi d'azione con l'eccezione di pochi verbi di attività mentale/psicologica come "xi3huan1" (piacere, "like") e dei verbi esistenziali "you3" (esserci) e "zai4" (trovarsi), che comunque sono poco usati.
I primi verbi e le prime frasi sono apprese con l'avverbio di negazione "bù; méi (you3)" (non; non esserci) e con gli avverbi di focus. Solo in un secondo momento e in misura minore compare l'uso dei verbi modali e delle particelle aspettuali "le, guo, zhe".
L'acquisizione dei verbi da parte dei parlanti di cinese L1 mostrerebbe una conferma dell'ipotesi del bootstrapping sintattico (syntactic bootstrapping) siccome i verbi transitivi e di moto sono stati distinti dai bambini sintatticamente. L'ipotesi del boostrapping sintattico, introdotta da Roger Brown nel 1957, spiega che nella mente dei discenti è presente un link innato tra categorie sintattiche e semantiche e questo link in particolare permette l'acquisizione linguistica dei verbi.

### Doppio soggetto
La costruzione sintattica a doppio soggetto (double-subject construction), secondo uno studio condotto su apprendenti di cinese che parlano italiano come L1, ha evidenziato delle difficoltà di acquisizione. Nonostante la sua apparente semplicità, i discenti hanno commesso degli errori derivanti dall'interferenza con la L1, dunque per transfer negativo/inibitivo; quest'interferenza ha portato a tradurre le frasi con doppio soggetto con dei pattern sintattici che non appartengono al cinese. Ad esempio, la frase "L'elefante ha il naso lungo" (che con il doppio soggetto, cioè con due temi di fila) si rende come 大象鼻子很大 veniva resa con la traduzione scorretta *大象有（一个）很长的鼻子 (letteralmente, "L'elefante possiede un naso il quale è lungo") In alternativa, a causa di una strategia evitante, il doppio soggetto veniva reso con un complemento di specificazione, dunque 大象的鼻子很长 (letteralmente, "Il naso dell'elefante è lungo").

### Verbo "jiào"（叫）
La parola 叫 jiào è polisemica e multicategorica, ragion per cui l'acquisizione completa di jiào è suddivisa in più fasi. Jiào appartiene a tre classi/categorie diverse di parole in quanto può essere verbo semplice, preposizione o verbo ausiliare e ha sette significati, indicati con un numero da 1 a 7 in posizione di pedice (e.g., jiào2). I sette significati sono:
- jiào1: [verbo] gridare (incluso jiao4 yi4 sheng1 叫一声)
- jiào2: [verbo] chiamare
- jiào3: [verbo] chiedere <a qualcuno di fare qualcosa>
- jiào4: [verbo] chiamarsi <di nome>
- jiào5: [verbo] chiamare <qualcuno con un certo nome, e.g., "Da4jia1 jiao4 ta1 Lao3 Li3" 大家叫他老李。>
- jiào6: [preposizione] introduce il paziente; sinonimo pressoché identico di bei4 被
- jiào7: [verbo ausiliare] rende il verbo passivo; il paziente è assente

In base al tasso di utilizzo, all'accuratezza e al momento di prima comparsa, la sequenza di acquisizione nei parlanti di cinese L1 è: jiào4-jiào3-jiào2-jiào1-jiào5-jiào6-jiào7. Questo percorso di acquisizione, per cui jiao4 è sempre imparato prima come verbo semplice, è causato da vari fattori/cause, come la difficoltà cognitiva, l'interferenza interlinguistica (che provoca transfer positivi e/o negativi) e l'effetto frequenza (più una parola è presente nell'input linguistico, più si acquisisce in anticipo e correttamente).

### Particella aspettuale perfettiva e modale "le"（了）
Nella lingua cinese, il tempo è indicato dai nomi di tempo (e.g., "ieri, oggi, domani") o dal contesto, per cui essi collocano l'azione in un momento specifico; l'aspetto verbale, ovvero come si articola l'azione lungo il tempo, è indicato in cinese dalle particelle aspettuali (le, guo, zhe) quando si distingue la differenza tra azione finita e non finita (aspetto perfettivo e aspetto imperfettivo/durativo). "zhe" rimarca l'aspetto imperfettivo/durativo, "le" marca l'aspetto perfettivo episodico e "guo" in particolare marca l'aspetto perfettivo esperienziale. Gli altri aspetti in cinese sono l'aspetto delimitativo ("fare qualcosa un attimo", ottenuto con il raddoppio del verbo monosillabico o con "yi2 xia4, yi2 hui4") e l'aspetto prospettivo ("stare per", ottenuto con le costruzioni perifrastiche/giri di parole "kuai4yao4...le5, jiu4yao4..le5; zheng4yao4, gang1yao4").
In particolare, la particella "le" è difficile da acquisire per i discenti di cinese L2 in primis perché non è solo una particella aspettuale, ma è anche una particella modale (in tal caso, va sempre usata a fine frase, appena prima del punto fermo) siccome indica un cambiamento di azione. Il "le" aspettuale, che è il primo storicamente a essere nato, è detto anche "了1", mentre il "le" modale è detto anche "了2". La particella, oltre a essere carica di aspetti semantici, è anche carica di aspetti sintattico-stilistici (regole d'uso e non-uso per marcare aspetto, modo o in costrutti perifrastici e nel complemento di tempo) e prosodici. I risultati tra le ricerche, a detta di Xu, Lu e Brezina (2019) mostrano risultati contraddittori nell'illustrare l'ordine di acquisizione. Il loro studio, basato sul Guangwai-Lancaster Chinese Learner Corpus che raccoglie la produzione orale di parlanti di cinese L2 di varie nazionalità, ha indicato che la particella aspettuale "le" è usata dai discenti di livello principiante con una bassa frequenza ma con un alto grado di accuratezza. Gli errori, laddove presenti, derivano dall'utilizzo in presenza di verbi stativi a causa della scarsa conoscenza delle regole di non-uso della particella aspettuale. La frequenza d'uso aumenta quando i discenti passano a un livello intermedio, mentre il grado di accuratezza aumenta solo nel passaggio da livello intermedio a avanzato.
Secondo Wen (1995), nonostante in apparenza il "le" modale e aspettuale sembrino due particelle identiche, i discenti inglesi che apprendono il cinese L2 nel loro percorso imparano a differenziare tra i due. I discenti imparano prima la particella "le" con valore aspettuale, per cui acquisiscono contestualmente anche la differenza tra aspetto perfettivo e imperfettivo in cinese, dopodiché imparano la stessa particella ma con valore modale. Tuttavia, a inizio acquisizione della particella aspettuale, i discenti mostrano difficoltà a attuare un transfer positivo di conoscenze intorno al concetto di aspetto perfettivo/finito dalla L1 (inglese) alla L2. Uno studio basato su saggi scritti di parlanti tailandesi ha mostrato analogamente come la capacità di uso della particella aspettuale (e anche modale) cresca con l'aumentare delle competenze linguistiche.

### Acquisizione degli avverbi di negazione "bu4"（不） e "mei2"（没）
Nei parlanti nativi di inglese e di altre L1, i due avverbi di negazione 不 e 没(有) sono confusi durante il processo di acquisizione della lingua cinese. In base a una ricerca condotta su parlanti di inglese L1, nelle prime fasi i discenti sanno usare bu4 nei verbi all'aspetto imperfettivo abituale, cioè che denotano azioni abituali (indifferente dal tempo passato, presente e futuro), ma hanno problemi a usare mei2 quando devono negare un'azione nell'aspetto perfettivo episodico (indifferentemente dal tempo) siccome sovraestendono l'uso di bu4. Pertanto, al perfettivo bu4 e mei2 sono visti come sinonimi, quando invece va usato solo mei2. Di contro, mei2 non viene sovraesteso. La confusione continuava a presentarsi anche in taluni apprendenti di livello più avanzato. Inoltre, mei2 veniva prediletto quando la frase mostrava un nome di tempo riferito al passato, mentre bu4 veniva prediletto quando mostrava un nome di tempo riferito al futuro, per cui i due venivano collegati (in realtà, mei2 non indica il passato: semplicemente, nega un'azione finita/perfettiva a prescindere dal tempo). La confusione tra i due avverbi deriverebbe dal fatto che i due avverbi, per quanto abbiano la stessa traduzione/significato ("non"), hanno un contenuto aspettuale diverso; inoltre, mei2 è soggetto alla regola particolare di non essere utilizzabile davanti a verbi di attività mentale/psicologica come 知道 zhi1dao4 ("sapere"). Bu4 viene acquisito rapidamente e prima di mei2 nelle frasi con verbi all'aspetto imperfettivo e, quando bu4 viene acquisito, mei2 è ancora soggetto per un lungo periodo di tempo a errori dovuti a confusione/sovraestensione.
In uno studio in cui queste scoperte vengono confermate, l'autore sostiene che spiegare brevemente la differenza tra i due aspetti verbali in grammatica e studiare e fare tanta pratica della forma affermativa di ogni verbo in cinese insieme a quella negativa (sia all'imperfettivo che al perfettivo) potrebbe accelerare l'acquisizione sia dei due avverbi di negazione che del loro contenuto aspettuale; il tratto più urgente da acquisire è la distinzione di aspetto, anche se i discenti comunque possono confondere i due avverbi. Quindi, limitarsi a fare molta pratica solo della forma affermativa dei verbi in cinese è deleterio. Inoltre, lo studio (che ha coinvolto alcuni studenti di cinese L2 e un gruppo più piccolo di studenti che parlavano cinese L1) ha aggiunto che i discenti non solo fanno confusione perché non hanno acquisito la differenza di aspetto tra bu4 e mei2, ma che le frasi che contengono bu4 e mei2 sono interpretate in modo scorretto dai discenti di livello elementare (ma non da quelli di livello intermedio e avanzato). Questi errori nell'interpretazione, oltre al fatto che la differenza di aspetto non viene acquisita subito, non deriva solo dal metodo didattico usato ma anche dal fatto che bu4 e mei2 compaiono spesso nella stessa posizione sintattica, cioè pre-verbale, per cui la posizione identica li porta a essere scambiati per sinonimi. Inoltre, la confusione negli apprendenti di inglese come L1 deriva da un'interferenza linguistica, dunque da un transfer negativo: in inglese infatti esiste un solo avverbio di negazione pre-verbale, "not", per cui non esiste una distinzione in due basata sull'aspetto verbale come in cinese. Pertanto, in base a questo transfer negativo, bu4 viene sovraesteso. Il fatto che non sono sinonimi e il contenuto aspettuale viene appreso in particolare attraverso l'esposizione a ulteriore input comprensibile (oltre a eventuali spiegazioni grammaticali). Quando viene acquisito il contenuto aspettuale dei due avverbi di negazione, non solo gli errori nella produzione orale e comprensione delle frasi cala, ma migliora anche la competenza nei verbi in forma positiva.
In uno studio di apprendenti di cinese L2 (2022) nelle scuole superiori a Yaoundé, in Camerun, attraverso un questionario sono stati identificati gli errori nell'uso di bu4 e mei2 in cinese. Alcuni errori deriverebbero anche dalla scarsa qualità delle spiegazioni grammaticali nei libri di testo, siccome sono poco dettagliate e poco chiare. Siccome i camerunesi possono parlare anche la lingua francese, la differenza tra gli avverbi è data anche dal fatto che non c'è una distinzione netta tra due diverse negazioni anche in lingua francese: bu4 corrisponde a "non" e "ne pas", mentre mei2 corrisponde a "ne pas". Gli studenti camerunesi della scuola superiore di solito apprendono usando dei blocchi mnemonici fissi (fixed memory blocks), che dovrebbero corrispondere al concetto di "chunk lessicale" secondo la linguistica acquisizionale. In particolare, i due chunk lessicali usati sono 不是 bu2 shi4 e 没有 mei2 you3. Nello studio in particolare, i chunk lessicali (talvolta inanalizzati, per cui venivano imparati a orecchio e senza farsi domande) presi dai libri di testo erano 不喜欢、不会、不好。Grazie all'uso dei chunk lessicali come strategia di acquisizione, gli errori sono stati ridotti al minimo, ma si sono manifestati in contesti particolari come ad esempio nella negazione dei verbi risultativi (si usa mei2 e non bu4) e nella negazione di una frase con la particella "le" modale (veniva confusa con quella aspettuale). Con l'avanzare dello sviluppo delle competenze in cinese, anche gli errori persistenti in questi punti sono iniziati a calare. Altri errori derivavano dalla scarsa attenzione al contesto della frase, per cui i chunk lessicali hanno portato a automatismi e false associazioni subconsce. Secondo l'autore, un'altra causa di errori specifica al contesto del Camerun è la mancanza di classi e di biblioteche, dunque di risorse per apprendere o acquisire il cinese. Qualora manchino in particolare le biblioteche e/o i testi di cinese al loro interno, gli studenti possono provare ansia e frustrazione e devono affidarsi solo al docente di cinese e al contenuto delle lezioni in classe e del libro di cinese (ammesso che sia di buona qualità). Parte di queste difficoltà materiali derivano non tanto da problemi economici o disinteresse del Governo, ma dal fatto che il cinese è una novità nel panorama educativo camerunese rispetto a lingue più tradizionali e di lunga data come il tedesco e lo spagnolo. L'autore inoltre esprime preoccupazione per spiegazioni grammaticali troppo lunghe e dense di informazioni: siccome sono difficili da assorbire e sovraccaricano la mente, sono semplificate attraverso generalizzazioni e confusioni che sono deleterie per il percorso di apprendimento o acquisizione linguistica. Nell'elencare le strategie migliori per imparare la differenza tra bu4 e mei2, l'autore in particolare sottolinea come le frasi esempio difficili sono complicate da analizzare, per cui bastano in principio delle frasi semplici e che si possono usare come chunk lessicali. L'autore ha auspicato anche che il Governo spendesse di più in risorse per imparare il cinese e che le scuole superiori inizino programmi di scambio studentesco con scuole cinesi, in modo tale da invitare studenti cinesi in Camerun e fargli fare scambi linguistici con gli studenti camerunesi.

### Connettivi e avverbi non di negazione
In uno studio del 1999, è stato osservato che i bambini cinesi nella loro produzione orale aumentano la frequenza d'uso delle congiunzioni per connettere frasi intere con l'avanzare dell'età.
Gli avverbi di grado, nel percorso di acquisizione del cinese L2, non sono esenti da errori. Ad esempio, i discenti universitari di cinese che parlano indonesiano come L1 commettono errori frequenti nell'uso di shao1wei1, bi3jiao4, geng4 e zui4. Lo studio ha anche registrato come gli avverbi più usati sono hen3, che è generico e senza traduzione diretta, seguito da te4bie2, fei1chang2, tai4 e da shi2fen1 (quest'ultimo è un aulicismo in quanto è letterario). Quando un avverbio ha dei sinonimi, i discenti tendevano a usare la prima parola imparata in ordine cronologico nel proprio percorso di studi, ragion per cui lo studio raccomandava di abituare i discenti a una maggiore varietà. Lo studio cita a sua volta altri studi che hanno indicato come gli errori tipici nell'uso delle preposizioni in cinese derivano tra le varie cause da transfer negativi, da generalizzazioni/sovraestensioni e da strategie evitanti.
Un altro paper, sulla base dell'osservazione di alcuni questionari, ha confermato indipendentemente come hen3 è l'avverbio più usato dagli studenti di cinese L2 insieme a fei1chang2.
Quanto agli avverbi temporali nei bambini che apprendono il cinese come L1, i bambini già a 2-6 anni sanno usare gli avverbi temporali per indicare il passato, presente e futuro; i bambini in particolare producono spesso gli avverbi temporali riferiti al futuro. Man mano che crescono, anche gli avverbi temporali riferitial passato e al presente vengono prodotti più spesso. In uno studio simile, è stato notato come i bambini di 3-5 anni (dunque in età prescolare) riescono a produrre e usare in modo accurato gli avverbi temporali che indicano il presente e dei termini molto generici (e.g., "dopo"); altri avverbi più specifici e complessi (e.g., "ieri") compaiono in modo più sporadico per poi diventare più frequenti con l'età. L'uso degli ultimi avverbi comunque mostra errori, per cui gli errori spariscono durante il periodo scolare.
Infine, l'uso di alcuni avverbi da parte di discenti stranieri mostra errori per casi di quasi-sinonimia. Per esempio, simili casi di errori derivati da somiglianze nel significato sono osservati negli avverbi di tempo 一向 (yi2xiang4), 一贯 (yi2guan4), 一直 (yi4zhi2), e 从来 (cong4lai4). Nello studio, vengono citati ulteriori studi che rinforzano come gli errori negli avverbi di tempo derivino da transfer negativi (dalla propria L1 o dalla lingua target), ma anche da strategie didattiche e di apprendimento inefficaci, ridondanze, omissioni e sostituzioni con avverbi totalmente errati. Gli autori infine raccomandano, laddove ci siano avverbi che sono quasi-sinonimi, di spiegare bene e esplicitamente le somiglianze e differenze semantiche tra i vocaboli siccome i quasi-sinonimi possono essere confusionari; dopodiché, consigliano di mostrare esempi concreti siccome una spiegazione solo e unicamente astratta può essere confusionaria, monotona e spingere alla memorizzazione di regole astratte. Qualora avvengano errori, il docente deve dare un feedback. Infine, il docente deve spronare i discenti ad correggersi autonomamente.

### Acquisizione dei classificatori e quasi-classificatori
L'ordine di acquisizione dei classificatori e dei quasi-classificatori o "parole di misura" o "classificatori misurali" (e.g., "un chilo di farina") nel parlanti di cinese L1 inizia dalla combinazione più semplice alla più complessa. Partendo dal presupposto che i vocabolari per indicare i numeri sono stati acquisiti, la prima fase di acquisizione dei classificatori (per cui un oggetto quando si indica una quantità matematica viene classificato/profilato) mostra l'acquisizione del concetto di classificatore e la comparsa del classificatore generale "ge". Solo in un secondo momento vengono acquisiti i classificatori specifici grazie alla comprensione delle caratteristiche semantiche dell'oggetto/entità legate al classificatore, ovvero delle caratteristiche percettive salienti associate all'oggetto/entità/referente/designatum. Ad esempio, "ben3" si usa con i libri, dizionari e riviste in quanto sono accomunati dalla caratteristica fisica e semantica/di significato di essere oggetti rilegati (e di essere oggetti in origine rilegati se sono stati poi digitalizzati e dematerializzati). Quest'ordine di acquisizione del sistema dei classificatori, per cui al classificatore generico viene in un secondo momento sostituito il classificatore corretto, è stato confermato anche giapponese, dialetto Hokkien (di famiglia Minnan) e in dialetto cantonese come L1. I parlanti di cantonese L1 (un gruppo di bambini da 3 a 5 anni) hanno inoltre appreso prima i classificatori e in un secondo momento i quasi-classificatori in quanto questi ultimi sono cognitivamente e semanticamente più complessi (i.e., "una capra" è meno complesso di "un gregge di capre" perché non si limita a categorizzare un oggetto/entità ma la misura ulteriormente insieme al numero: viene effettuata una doppia misurazione invece che una singola misurazione). I quasi-classificatori inoltre non sono sostituibili con i comuni classificatori (incluso quello generico). Tang (2020) ha formalizzato l'impacchettamento di informazioni nella struttura con i classificatori e quasi classificatori attraverso le fasi "classificatore generico > classificatore specifico > quasi-classificatori" come (x) > (x+y) > (x+y+z), cioè "mera quantità > conoscenza delle caratteristiche semantiche di un gruppo di oggetti > conoscenza delle misure".
Durante tutto il processo di acquisizione dei classificatori, i parlanti L1 di cinese acquisiscono contestualmente anche l'ordine sintattico (numerale-classificatore-oggetto) siccome raramente omettono il classificatore laddove necessario; talvolta omettono l'oggetto quando quest'ultimo non è scontato. I primi classificatori compaiono nella produzione di output dei nativi a 2-3 anni. All'età di tre anni, a livello di comprensione riescono spesso a attribuire a intuito i classificatori corretti agli oggetti di cui non hanno conoscenza pregressa del classificatore, ragion per cui mostrano delle grandi capacità di generalizzazione, astrazione semantica e mappatura; di contro, nella produzione orale continuano ancora a usare il classificatore generale eccetto laddove si usa un quasi-classificatore; l'uso ostinato del classificatore generale deriva dal fatto che i bambini a volte non riescono a intuire il classificatore corretto o hanno un vuoto di memoria o ricevono un input linguistico da parte dei genitori e compagni in cui abbonda l'uso del classificatore generico. Ma la sintassi dei classificatori è già acquisita nella produzione orale, per cui la sintassi in produzione orale è acquisita precocemente rispetto alla dimensione semantica. Solo a partire dai 4 anni compaiono i classificatori specifici nella produzione di output linguistico. Inoltre, è possibile notare come la semantica dei quasi-classificatori è appresa prima di quella dei classificatori specifici, per cui l'ordine nella produzione orale è [classificatore generale e quasi-classificatori] > [classificatori specifici]. Un adulto nativo a volte sbaglia i classificatori a causa di opacità semantiche o di vuoti di memoria, ragion per cui queste due cause di errori sono comuni tra bambini e adulti; queste cause possono anche portare gli adulti a fare errori o usare abbondantemente il classificatore generico nella loro produzione linguistica, che poi viene ricevuta dai bambini in input.

### Preposizioni
Secondo uno studio basato sull'osservazione di testi scritti prodotti da parlanti di indonesiano L1, i discenti che hanno tentato di imparare la preposizione gei3 hanno commesso degli errori nella produzione scritta a causa di un'interferenza con L1, dunque di un transfer negativo. Inoltre, gei3 è una parola polisemica in cinese in quanto ha più significati e appartiene a più categorie grammaticali: infatti è sia un verbo che una preposizione ed è anche utilizzabile per formare i complementi risultativi. Siccome appartiene a più categorie grammaticali, dunque si può trovare in diverse posizioni sintattiche all'interno di una frase. Tutti questi fattori portano gli apprendenti indonesiani di cinese a fare errori.
Nell'osservazione dell'acquisizione delle preposizioni da parte di apprendenti europei e americani, dunque che parlano lingue indoeuropee, è stata notata una maggiore frequenza d'uso delle preposizioni nell'output rispetto ai discenti giapponesi e coreani, tuttavia l'output conteneva errori; il tasso di occorrenza di questi errori mostra una differenza molto piccola tra discenti europei, americani, giapponesi e coreani. Nei parlanti europei e americani, gli errori che riguardavano le preposizioni erano la ridondanza, la posizione sintattica errata della preposizione o la dislocazione dell'intero sintagma/gruppo preposizionale, le imprecisioni semantiche e l'uso di preposizioni completamente errate.

### Verbi separabili
I verbi separabili in cinese sono un costrutto bisillabico/bimorfemico "verbo-oggetto apparente" in cui le sillabe si separano per accogliere altre informazioni all'interno. Per esempio, "chang4 ge1" (cantare-canzoni) si può espandere in "chang4 le5 na4 liang3 shou3 hao3 ge1" ("cantato quelle due belle canzoni"). L'acquisizione dei verbi separabili nel cinese L2 mostra difficoltà nei apprendenti sia principianti che più avanzati a causa della vastità di pattern di separazione, della mancanza di transfer positivo da L1, dal fatto che i verbi separabili vengono talvolta insegnati senza specificare che sono separabili e dall'input comprensibile fornito in scarsa quantità in classe giustificato in parte dal fatto che il tempo dedicato in classe a cinese è scarso e in parte derivante dal fatto che i testi didattici di cinese come L2 sono spesso delle introduzioni concise. Un'altra causa deriva dall'interferenza con L1, che causa un transfer negativo: per esempio, in inglese molti verbi separabili in cinese sono tradotti con verbi monosillabici in inglese (e.g., "wo3 chang4 ge1" > "I sing" per tradurre "Io canto"), per cui L1 porta anche inconsciamente a usare un verbo separabile come unitario. Lo studio ha mostrato come gli apprendenti di cinese L2 erano capaci di individuare e dividere solo il 37% dei verbi separabili. La difficoltà deriva dal fatto che i discenti non hanno ancora interiorizzato completamente il significato delle singole sillabe, per cui ad esempio in "chang4 ge1" non riconoscono "cantare - canzone"; di contro, i parlanti nativi riescono a fare perno su una conoscenza già salda a monte e riescono più facilmente e con maggiore frequenza a individuare, processare e separare i verbi separabili. Come strategia di apprendimento dei verbi separabili, alcuni autori hanno proposto di partire con il significato dell'intero composto, cioè di tutto il verbo separabile presentato come unitario e a prescindere che l'apprendimento del significato avvenga attraverso un docente o da soli (self-learning strategy); tuttavia, se ci si ferma alla memorizzazione (rote memorization), il verbo separabile verrà sempre e solo pensato come unitario, per cui è necessario studiare la separazione o fornire nell'input linguistico degli esempi concreti di separazione.
Secondo uno studio di Gao, Wiener e MacWhinney (2022), nel momento in cui i discenti producono output contenente verbi separabili, producono ancora verbi separabili trattati come unitari nonostante siano consapevoli del fatto che sono separabili; il tasso di accuratezza era del 63%, per cui la soluzione individuata era un miglioramento della didattica e dell'apprendimento dei verbi separabili attraverso non solo la buona pratica di insegnare esplicitamente la grammatica dei verbi separabili, di indicare esplicitamente quali verbi sono separabili e di fornire larghe quantità di input comprensibile contente verbi separabili separati in vari pattern, ma anche attraverso la prosodia: nel momento in cui viene fornito input linguistico, il verbo separabile viene enfatizzato con una pausa. Quest'ultima strategia permette al verbo separabile di essere notato dai discenti invece di passare inosservato e si riconduce a tutte le strategie per fare notare un elemento nell'input importante e/o nuovo (e.g., sottolineare la morfologia quando si scrive, alzare la voce, evidenziare in grassetto, colorare, usare dei gesti...); queste strategie fanno capo all'ipotesi del noticing di Schmidt. I verbi separabili più facili da processare, in base al tasso di accuratezza, sono quelli in cui viene inserita la particella aspettuale "le", i classificatori ("operators") e la negazione "bu5" per formare l'interrogativa per scelta alternativa (e.g., "chang4 ge1" > "ni3 chang4 bu5 chang4 ge1?"). Il raddoppio per indicare l'aspetto delimitativo in un verbo separabile è il pattern più difficile da processare. Anche i discenti di livello più avanzato mostravano difficoltà nel processare i verbi separabili. I discenti, quando non hanno ancora acquisito interamente i verbi separabili, trattano i verbi separabili come unitari come strategia evitante, ragion per cui i verbi unitari e separabili in un primo momento sono due categorie verbali e due tipi di pattern in competizione, in cui i verbi unitari e il pattern unitario hanno una posizione inizialmente dominante.

### Verbi modali
Secondo una ricerca di Xu (2022), l'uso dei verbi modali in cinese da parte di apprendenti avente l'inglese come L1 mostra alcuni errori. I verbi modali presi in considerazione sono yao4 (要), neng (能), hui4 (会), ke3yi3 (可以), ke3neng2 (可能), gai1 (该) e ying1gai1 (应该), bi4xu1 (必须), dei3 (得) and xiang3 (想). Gli errori ripescati dall'HSK Corpus unito a una serie di quiz e interviste ai discenti hanno mostrato come gli errori più diffusi sono il significato scorretto, l'omissione, la ridondanza e errori nell'ordine sintattico. Gli errori, con lievi differenze, erano presenti a ogni stadio di acquisizione, ma con l'avanzare del periodo di apprendimento, il tasso di errori di alcuni verbi modali (e.g., xiang3, bi4xu1, ying1gai1) andava diminuendo fino a raggiungere lo zero, il che è un indice di sviluppo di competenze e di acquisizione in corso o avvenuta con successo. Altri usi particolari di altri verbi modali (hui4, neng2, yao4, ke3yi3, ke3neng2) invece mostravano ancora errori anche negli apprendenti avanzati. Le cause degli errori, trovate attraverso le tecniche dell'analisi degli errori (Error Analysis) e la teoria della rilevanza (Relevance Theory), sono molteplici e alcune riguardano solo specifici verbi modali:
- comprensione scorretta di alcuni verbi modali (derivante a sua volta dal transfer negativo interlinguistico con inglese L1, per cui la mappatura dei verbi modali attraverso L1 provoca errori). In particolare, la comprensione scorretta è molto più alta in caso di verbi modali polisemici, cioè aventi più significati (hui4, ke3yi3, yao4), per cui gli errori compaiono con più frequenza
- transfer negativo intralinguistico, cioè interamente all'interno di cinese come L2, che si manifesta con la negazione scorretta di neng2 e ke3yi3, ridondanze e sovraestensioni/generalizzazioni di regole che dunque sono già note/comprese ma applicate nei punti scorretti
- strategie evitanti (e.g., usare "yin4gai4" bisillabico invece del suo sinonimo monosillabico ma più raro "gai1", usare di più ke3yi3 rispetto al meno familiare neng2) che però a volte portano a omissioni del verbo modale (e.g., omissione di hui4 quando indica il futuro epistemico, e.g. "A quest'ora avrà già finito di mangiare")
- contesto di apprendimento, per cui nasce il cosiddetto "errore indotto" (induced error). Alcuni errori derivano da spiegazioni troppo semplificate nei libri di testo di cinese come L2, ragion per cui delle spiegazioni esplicite di qualità migliore sull'uso dei verbi modali e sul loro significato e un insegnamento un minimo sequenziato e ordinato dei verbi modali possono contribuire a risolvere gli errori indotti.[31]

### Complemento risultativo e direzionale
I composti verbali risultativi in cinese (Resultative Verb Compounds, RVC) sono una fusione di due verbi (V1 e V2) e le due tipologie principali sono i verbi risultativi e i verbi direzionali, che a loro volta formano due complementi; nei verbi risultativi, V2 ha una maggiore salienza, mentre nei complementi direzionali ha una maggiore salienza V1. I composti verbali risultativi in cinese non sono acquisiti prima dei tre anni da parte dei parlanti di cinese L1. Secondo uno studio del 2019 realizzato con l'approccio basato sull'approccio lessicale (lexicalist approach) e non sull'approccio sintattico (syntactic approach) svolto su un gruppo di bambini che parlavano cinese L1 ha mostrato che i composti verbali risultativi sono acquisiti secondo un approccio basato sulle regole (rule-based learning). L'acquisizione è graduale e si interseca con l'acquisizione dell'aspetto verbale.
In uno studio condotto da Qiao Zhengwei (2008) su alcuni parlanti nativi di cinese e su un gruppo di parlanti di inglese L1 a vari livelli di competenza (base, intermedio, avanzato), il gruppo di studenti di livello avanzato in un esercizio di scelta dell'opzione corretta ha optato in gran parte dei casi per l'uso dei composti verbali risultativi invece dei verbi semplici laddove richiesto; i verbi semplici non hanno in sé una sfumatura di cambiamento di stato e di telicità che invece hanno i composti verbali risultativi. Di contro, gli studenti di livello base e intermedio non hanno mostrato alcuna preferenza tra composti verbali risultativi e verbi semplici. Il tasso di errori deriva sia dal livello linguistico basso dei parlanti, sia dal fatto che nella loro lingua nativa (l'inglese) non è presente il composto verbale risultativo, per cui è un costrutto nuovo. Solo con l'avanzare del livello linguistico avviene l'acquisizione sia della struttura che l'applicazione del concetto di telicità a questa nuova struttura.
Secondo una ricerca di Zhang Jie (2011), in base a un corpus di testi scritti da discenti di inglese come lingua madre di vari livelli di competenza in cinese L2, i verbi risultativi sono stati descritti come presenti con scarsa frequenza ma, nei testi scritti da apprendenti di livello linguistico più alto, i verbi risultativi erano presenti con maggiore frequenza. Pertanto, i risultati di Qiao Zhengwei sono stati riconfermati. I pattern di acquisizione sono diversi tra verbi risultativi e direzionali, per cui non esiste un pattern unico; di contro, i due pattern hanno alcune caratteristiche comuni: infatti, le caratteristiche sintattiche e semantiche/di significato dei vari verbi risultativi e direzionali vengono acquisite in tempi brevi, ma la diversità lessicale viene padroneggiata in un secondo momento.

### Particelle "ba"（把） e "bèi"（被）
L'uso delle particelle ba3 e bei4 (a meno che ba3 non si considera dal punto di vista cognitivo e grammaticale come un verbo) non compaiono immediatamente nella parlata dei bambini che parlano cinese come L1. L'uso di entrambe le particelle compare in un secondo momento a seguito di esposizione a input linguistico comprensibile, in base all'approccio basato sull'utilizzo (usage-based approach).
Sia ba3 che bei4 indicano due argomenti della frase, ma ba3 indica il paziente (ciò che subisce l'azione), mentre bei4 indica l'agente in una frase passiva (il paziente è il soggetto della frase); inoltre, nelle frasi con ba3, se si considera una particella, avviene l'inversione sintattica del verbo e dell'oggetto, per cui l'ordine dei costituenti si modifica in S-O-V. Entrambe le particelle sono dotate di complessità sintattica, inoltre bei4 ha implicito un connotato semantico di negatività, per cui il paziente subisce un'influenza avversa da parte dell'agente marcato da bei4.
L'uso di bei4 è piuttosto raro nell'input, il che ritarda la sua acquisizione secondo l'approccio alla linguistica acquisizionale basato sull'uso (usage-based account of language acquisition): in altre parole, la bassa frequenza di apparizione nell'input porta a acquisizione più tarda. Probabilmente, un fattore che lo rende raro è proprio il connotato di negatività (assente nel quasi-sinonimo you2). Inoltre, il ritardo nell'acquisizione di bei4 da parte dei bambini cinesi deriva dal fatto che le frasi con diatesi passiva sono scambiate per frasi con diatesi attiva in quanto la conoscenza grammaticale è ancora immatura. Questo fenomeno è stato riscontrato e descritto anche da Kenneth Wexler (2004; 2007) nei parlanti di inglese L1 ed è stato formalizzato in una teoria della maturazione linguistica e in un due suoi elementi cardine, rispettivamente la "teoria dello sviluppo di fase" (Theory of Phasal Development), il "requisito di fase universale" (Universal Phase Requirement, UPR) e la "condizione di impenetrabilità di fase" (Phase Impenetrability Condition); inoltre, la frequenza di apparizione di frasi passive nell'input è tendenzialmente basso anche nel caso della lingua inglese come L1. I bambini cinesi mostrano ancora difficoltà nell'acquisizione della diatesi passiva (e dunque anche di bei4) all'età di 5 anni siccome continuavano ancora a scambiare la diatesi passiva con quella attiva. I bambini di 4-5 anni commettono errori anche nella produzione di frasi con ba3. All'età di 6-6,5 anni, la produzione orale e la comprensione scritta di frasi con ba3 mostrano ancora errori, ma il maggior tasso di errore è ritrovato nelle frasi con bei4.
Pertanto, emerge il seguente ordine di acquisizione: [ordine dei costituenti fondamentali S-V-O] > [ba3 con verbi singoli] > [ba3 con verbi risultativi] > [bei4 (diatesi passiva)]. Per la precisione, già a 2 anni l'ordine dei costituenti fondamentali è acquisito e ba3 compare per le primissime volte, mentre ba3 usato con i primi verbi risultativi compare successivamente, entro i 4,5 anni.